# كاتدرائية سانت باتريك (وسط مانهاتن)
كاتدرائية القديس باتريك هي كاتدرائية كاثوليكية في حي وسط مانهاتن بمدينة نيويورك. وهي مقر رئيس أساقفة نيويورك بالإضافة إلى كنيسة الرعية. تحتل الكاتدرائية المربع سكنيفي المدينة يحده الشارع الخامس وشارع ماديسون وشارع 50 وشارع 51، مقابل مركز روكفلر مباشرة. صممها جيمس رينويك الابن، وهي أكبر كاتدرائية كاثوليكية على الطراز القوطي الحديث في أمريكا الشمالية.
تم تشييد الكاتدرائية بدءًا من عام 1858 لاستيعاب أبرشية نيويورك المتنامية ولاستبدال كاتدرائية القديس باتريك القديمة. توقف العمل في أوائل ستينيات القرن التاسع عشر أثناء الحرب الأهلية الأمريكية. تم الانتهاء من بناء الكاتدرائية في عام 1878 وتم تخصيصها في 25 مايو 1879. وأضيف منزل رئيس الأساقفة وبيت القسيس في أوائل ثمانينيات القرن التاسع عشر، وكلاهما صممه جيمس رينويك الابن، وأضيفت الأبراج في عام 1888. كنيسة سيدة صممها تشارلز طومسون ماثيوز. تم تشييد تصاميمه من عام 1901 إلى عام 1906. وتم تكريس الكاتدرائية في 5 أكتوبر 1910، بعد سداد جميع ديونها. تم إجراء عمليات ترميم واسعة النطاق للكاتدرائية عدة مرات، بما في ذلك في الأربعينيات والسبعينيات والعقد الأول من القرن الحادي والعشرين.
كاتدرائية القديس باتريك مكسوة بالرخام ولها عشرات النوافذ الزجاجية الملونة. يبلغ طوله 332 قدمًا (101 مترًا) ويبلغ أقصى عرض له 174 قدمًا (53 مترًا) عند المدرجات. الأبواب البرونزية التي تشكل المدخل الرئيسي للكاتدرائية في الجادة الخامسة محاطة بأبراج يبلغ طول أبراجها 329.5 قدمًا (100 مترًا). يحتوي البرج الشمالي على تسعة عشر جرسًا، والداخل به اثنين من الأرغن ذو أنابيب. يوجد في الداخل صحن محاط بعدة مصليات. اثنين من الأجنحة. مذبح وحنية. وسرداب. شرق الحنية يوجد بيت القسيس وكنيسة السيدة ومقر إقامة رئيس الأساقفة المواجه لشارع ماديسون. تعد الكاتدرائية أحد المعالم المميزة لمدينة نيويورك وهي مدرجة في السجل الوطني للأماكن التاريخية.

## تاريخ المبنى
تأسست أبرشية نيويورك من قبل البابا بيوس السابع في عام 1808. تأسست كنيسة القديس باتريك بعد فترة وجيزة لخدمة السكان الكاثوليك الصغار والمتزايدين في مدينة نيويورك، والذين لم يعد من الممكن استيعابهم في كنيسة القديس بطرس. تم اختيار موقع في شارع مولبيري فيما يعرف الآن بمانهاتن السفلى، وتم تخصيص كاتدرائية القديس باتريك القديمة في عام 1815. في ذلك الوقت، كان هناك 15 ألف كاثوليكي في الأبرشية.

## البناء الرئيسي

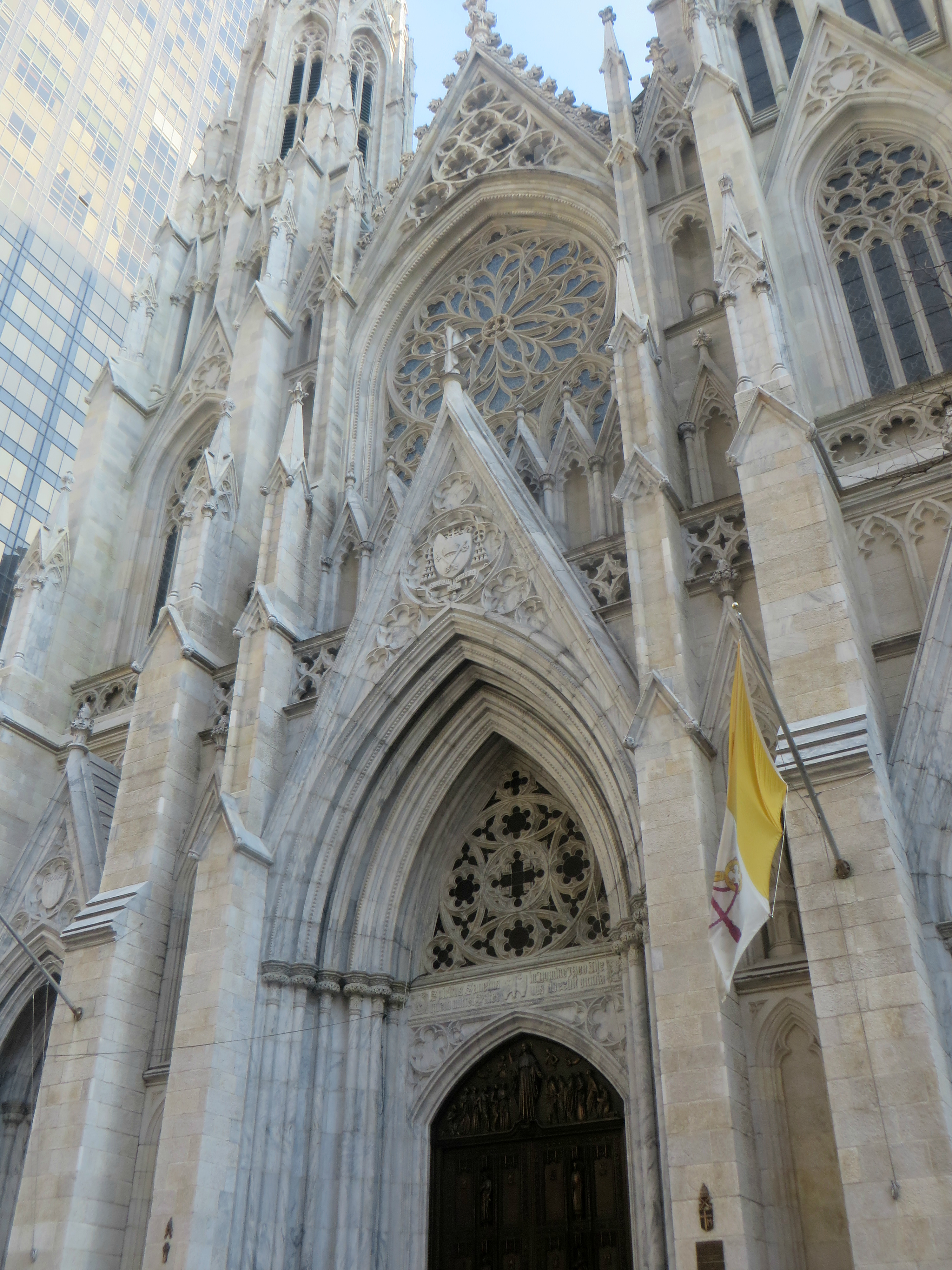

تم تصميم كاتدرائية القديس باتريك بواسطة جيمس رينويك جونيور مع تأثيرات من الهندسة المعمارية القوطية الإنجليزية والفرنسية والألمانية.
 تعتبر كنيسة القديس باتريك أكبر كاتدرائية كاثوليكية على الطراز القوطي في أمريكا الشمالية. وكذلك أول كاتدرائية كبرى على الطراز القوطي في الولايات المتحدة. وصفت سي إن إن كاتدرائية القديس باتريك في عام 2020 بأنها "جزء أساسي من التراث المعماري لمدينة نيويورك". تعمل الكاتدرائية كمقر لأبرشية الرومان الكاثوليك في نيويورك وككنيسة أبرشية للأبرشية داخل مانهاتن. قبل جائحة كوفيد-19، كان يزور الكاتدرائية أكثر من خمسة ملايين شخص كل عام.
حجارة الأساس مصنوعة من جرانيت النيس الأزرق داخل ملاط أسمنتي. أدنى مسار أفقي للواجهة، وكذلك أدنى مسار تحت جميع الأعمدة الداخلية. مصنوع من جرانيت جزيرة ديكس من ولاية ماين. الجزء الخارجي مكسو بالرخام المستخرج في لي بماساتشوستس وبليسانتفيل بنيويورك. القسم الرئيسي من الكاتدرائية مصنوع من رخام توكاهو. خلف الكتل الرخامية توجد جدران مصنوعة من الطوب والحجر موضوعة في حجارة خشنة، مع وجود فجوات مجوفة للتهوية. تم وضع الكتل بشكل متقارب لدرجة أنه بعد عقود من اكتمال بناء الكاتدرائية، لم تتشكل فيها أي شقوق. تتراوح سماكة الجدران الجانبية بين 3 و4 أقدام (0.91 و1.22 مترًا)، وتبلغ سماكة الجدران الكتابية فوق الصحن 3 أقدام. جزء من الداخل مصنوع من حجر كوينت الاصطناعي. تم الحصول على رخام الأبراج من كوكيسفيل بماريلند،  والسقف به 343 قطعة نهائية.
هناك 103 نافذة في الكاتدرائية. النوافذ مزججة بسمكين من الوشاح والزجاج، تفصل بينهما مسافة 2 بوصة (51 ملم)، لتنظيم درجات الحرارة الداخلية ومنع تيارات الهواء. الزنانير الخارجية مزججة بالزجاج المجسم في وشاح الرصاص، بينما الزنانير الداخلية مزججة بالزجاج الملون. تم صنع نوافذ المبنى بواسطة مورغان براذرز. تم تشييد الكاتدرائية بـ57 نافذة من الزجاج الملون، 37 منها تمثل مشاهد من الكتاب المقدس و20 تمثل أشكالًا هندسية. تم تصنيع خمسة وأربعين من النوافذ الأصلية بواسطة نيكولاس لورين وهنري إيلي الفرنسي. وأضيفت نوافذ زجاجية ملونة أخرى في وقت لاحق. تُظهر رسومات رينويك الأصلية أن الزخرفة الموجودة بالقرب من كل نافذة تم تصميمها بأخاديد أحدهما للزجاج الملون والآخر للزجاج الواقي.

### الموقع والأبعاد
تقع كاتدرائية القديس باتريك في وسط مانهاتن بمدينة نيويورك. يستغرق الأمر مبنى سكنيًا كاملاً في المدينة يحده الشارع الخامس من الغرب، وشارع 51 من الشمال، وشارع ماديسون من الشرق، وشارع 50 من الجنوب. في اتجاه عقارب الساعة من الشمال الغربي، تقع الكاتدرائية مباشرة على الجانب الآخر من البرج الأوليمبي وشارع 11 شرق شارع 51 وشارع ماديسون 488 إلى الشمال؛ منازل فيلارد وفندق لوت نيويورك بالاس إلى الشرق؛ 18 شارع 50 شرقًا ومتجر ساكس فيفث أفينيو الرئيسي في الجنوب؛ والمبنى الدولي لمركز روكفلر إلى الغرب. تقع الكاتدرائية على الجانب الآخر مباشرةً من تمثال الأطلس في المبنى الدولي.
تتجه كنيسة القديس باتريك نحو الغرب والشرق بالنسبة لشبكة الشوارع ولها مخطط صليبي. من الغرب إلى الشرق، تحتوي الكاتدرائية على صحن؛ الجناحات الممتدة إلى الشمال والجنوب؛ والحرم والحنية. يبلغ طول الهيكل بأكمله 332 قدمًا (101 مترًا) مقاسًا على طول الدعامات الخارجية. يبلغ عرض الكاتدرائية 174 قدمًا (53 مترًا) عند الجناحات. 330 قدم (100 م) الواجهة الرئيسية موجهة غربًا على طول الجادة الخامسة، مع برجين يبلغ عرضهما 32 قدمًا (9.8 مترًا) وطولهما 329.5 قدمًا (100.4 مترًا)، يحيط بقسم مركزي 105 عرض قدم (32 م). إلى الشمال والجنوب توجد حدائق مزروعة، تحتوي على عشرة غرف تفتيش لنظام الطاقة الحرارية الأرضية الجوفي للكاتدرائية. يبلغ الطول الإجمالي للكاتدرائية 396.7 قدمًا (120.9 مترًا).
تم تصميم الجزء الداخلي للكاتدرائية لاستيعاب 14000 ضيفًا جالسًا أو 19000 في المجموع. تتسع لحوالي 2400 من المصلين. يوجد حوالي 300 مقعدًا خشبيًا يتراوح عرضها من 10 إلى 20 قدمًا (3.0 إلى 6.1 مترًا). يتكون نظام الطاقة الحرارية الأرضية تحت الأرض من عشرة آبار، عمق كل منها 2200 قدم (670 مترًا)، والتي يمكنها إرسال الهواء الساخن والبارد في نفس الوقت إلى أقسام منفصلة من الكاتدرائية. النظام قادر على إنتاج 3.2 مليون وحدة حرارية بريطانية (3.4 جيجا جول) من الحرارة و 2.9 مليون وحدة حرارية بريطانية (3.1 جيجا جول) من تكييف الهواء كل ساعة. يستخدم نظام الطاقة الحرارية الأرضية جهاز كمبيوتر لإرسال الهواء البارد أو الدافئ بناءً على قراءات منظم الحرارة. يتم ضخ الحرارة والهواء البارد من خلال أربع حلقات مائية.